# Перемога (Липоводолинський район)
Перемо́га — колишнє село в Україні, у Роменському районі Сумської області.
1984 року в селі проживало 110 людей.
1991 року перепідпорядковане від Московської сільської ради до Беївської.
Зняте з обліку 16 травня 2008 року.

## Географія
Село знаходиться на відстані 1 км від сіл Воропаї та Московське.
По селу протікає пересихаючий струмок із загатою.